# کوک دور
کوک دور (انگلیسی: Cook Door) شرکت رستوران‌های زنجیره‌ای مصری است، که در سال ۱۹۸۸ تأسیس شد.